# Медаль «Союзні Росії»
Медаль «Союзні Росії» або «Для старшин північноамериканських диких племен» — нагорода Російської імперії, яка призначалися для роздачі вождям північноамериканських племен, що мали відносини з Російсько-американською компанією.

## Основні відомості
Медаль засновано за указом імператора Олександра I 15 серпня 1806 року. Наказ про заснування нагороди повідомив міністру фінансів міністр комерції. Одночасно засновано медаль медаль «За подорож навколо світу 1803-1806». Спочатку передбачалося карбувати медалі «Союзні Росії» з олова або міді, але за найвищим повелінням від 5 вересня 1806 року матеріалом мало бути срібло.
Нагородження проводилися через Російсько-американську компанію. Запасом цих медалей розпоряджався головний правитель Російської Америки Олександр Андрійович Баранов. 1811 року такі медалі отримали вожді індіанських племен Північної Каліфорнії, які поступилися Російсько-американській компанії ділянкою землі біля затоки Сан-Франциско, де пізніше побудовано Форт Росс.

## Опис медалі
Діаметр 40 мм На аверсі медалі зображено двоголового орла з розпущеними крилами, увінчаного імператорською короною. На грудях орла щит, який висить на стрічці, на щиті монограма Олександра I. На реверсі — напис у два рядки: «СОЮЗНЫЕ РОССІИ», під написом риска. Загальна кількість викарбуваних медалей невідома.
Відомі варіанти медалі, що відрізняються меншим діаметром (36 мм), більшою товщиною, деталями зображення орла на аверсі. Крім того, є відомості про медалі, виготовлені з міді або олова. Можливо, такі медалі карбувалися неофіційно, пізніше і засобами самої Російсько-американської компанії.

## Порядок носіння
Медаль мала вушко для кріплення до стрічки. Носити медаль слід на шиї, на Володимирській стрічці.

## Зображення медалі

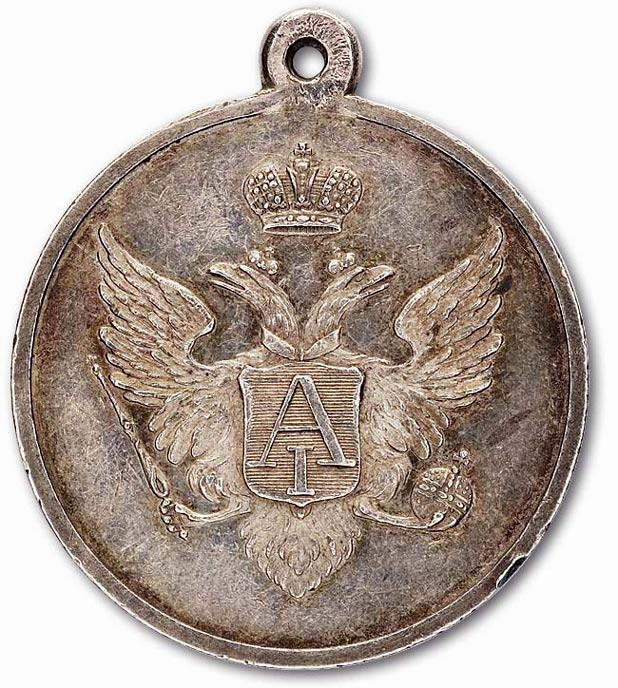
Аверс
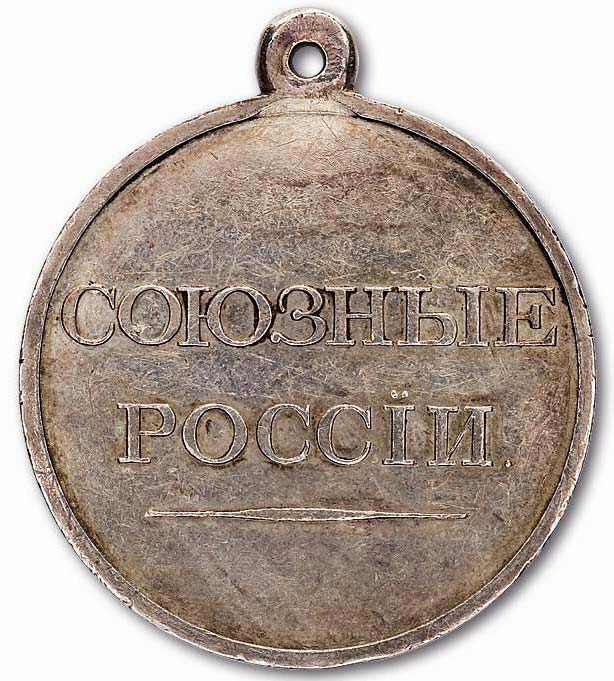
Реверс